# Unidos da Vila (Diadema)
O Grêmio Recreativo Cultural Escola de Samba Unidos da Vila é uma escola de samba de Diadema, São Paulo. Foi fundada por Clarice Gallon.

## Carnavais
| Ano  | Colocação     | Grupo | Enredo                                                | Ref.        |
| ---- | ------------- | ----- | ----------------------------------------------------- | ----------- |
| 2000 |               | 1     | O pecado da maçã                                      | [ 1 ]       |
| 2002 |               | 1     | Viagem do Açúcar                                      | [ 2 ]       |
| 2005 | 7º lugar      | Único | O carnaval – origem, canto e magia através dos tempos | [ 3 ] [ 4 ] |
| 2006 | Campeã        | 2     |                                                       | [ 5 ]       |
| 2007 | 2° lugar      | 1     | Amazônia                                              | [ 6 ]       |
| 2008 | 6° lugar      | 1     | Que cheiro bom no ar!                                 | [ 7 ]       |
| 2009 | Vice-campeã   | 2     | Cartola, 100 anos de história                         | [ 8 ]       |
| 2010 | Sem avaliação | 1     | Diadema 50 anos                                       |             |
| 2011 | 3º lugar      | 1     |                                                       | [ 9 ]       |
| 2012 | 4º lugar      | 1     |                                                       | [ 10 ]      |